# 坠入地狱
《坠入地狱》（法語：Descente aux enfers）是一部1986年的法國電影，由弗朗西斯·吉罗執導。改編自大衛·古迪斯1955年的小說《被傷者與被殺者》（The Wounded and the Slain），是一部以加勒比海的烈日炎炎為背景的心理驚悚片。她（苏菲·玛索飾）的過去有著不為人知的秘密，而他（克洛德·布拉瑟尔飾）是一位同時飽受寫作障礙和酗酒之苦的作家，这对已婚夫婦遭受了使他們的關係緊張到破裂的經歷，儘管各自都将必須忍受後果，他們最終还是團聚了。

## 剧情
美麗而性感的洛拉，大約20歲，和她的丈夫阿朗，一位年長三十多歲的低俗作家，住在太子港的豪華酒店。原本是為了讓他有機會開始寫一本新書，但他大部分時間都在喝酒。她對他的行為感到沮喪，開始與一位法國客人發生婚外情。阿朗在空蕩蕩的街道上喝得酩酊大醉，遭到抢劫，但他用空瓶子自衛，杀死了劫匪。目擊者泰奥菲勒和他的比利时未婚妻吕塞特找来勒索5万元封口费，拿到钱就会歸還瓶子。之后，吕塞特背着泰奥菲勒私下与洛拉交易，洛拉賣掉她的珠寶籌到3万元錢，吕塞特拿到钱后就消失了，洛拉拿到瓶子后扔進了海裡。阿朗决定向警方坦白，警方不相信他，因為他無法提供殺人的證據，而且他們已經鎖定了一名嫌疑人。阿朗然後去找泰奥菲勒敦促他作證，但泰奥菲勒攻擊了他，在隨後的搏鬥中幾乎喪命。影片的結尾是阿朗在醫院，而與他重新建立了深厚感情的洛拉則守在他的床邊。

## 演员
- 克洛德·布拉瑟尔（英语：Claude Brasseur） 饰 科尔贝
- 苏菲·玛索 饰 洛拉·科尔贝
- 贝齐·布莱尔 饰 伯恩斯太太
- 西波里特·吉拉多特（英语：Hippolyte Girardot） 饰 菲利普·德维尼亚
- 西迪基·巴卡巴（英语：Sidiki Bakaba） 饰 泰奥菲勒·比茹
- 傑拉爾·瑞納迪（英语：Gérard Rinaldi） 饰 埃尔维斯
- 馬里·杜布瓦（英语：Marie Dubois） 饰 吕塞特·伯勒芒

克洛德·布拉瑟尔和苏菲·玛索曾在另外兩部在法國大受歡迎的電影中擔任主角：《初吻》（1980）及其續集《初吻2》（1982），他們在其中扮演父女。而布拉瑟尔在扮演过她的父親之后再扮演她的丈夫，玛索在扮演过青少年之後再扮演一名少妇，两人在《坠入地狱》中的表演，考慮到他們的年齡差異（三十歲）和裸體場景，引起了媒體的討論和指控。
布拉瑟尔在接受歐洲1臺採訪時說，“在《初吻》扮演苏菲·玛索的父親……四年後在《坠入地狱》扮演她的丈夫是一個讓我付出沉重代價的選擇。不是意外，是震驚。當《坠入地狱》发行時，有大量寫給高蒙、苏菲和我的信。如果我沒有被指控亂倫就好了。”吉罗在StudioCanal于2005年发行的《坠入地狱》DVD中評論說，“在說服苏菲·玛索為電影的需要拍攝裸體場景後，我的惡靈驅使我讓克洛德·布拉瑟尔出演她丈夫的角色。我觉得这很有趣，因為他在《初吻》系列扮演了苏菲的父親。此外，在片場，我們稱之為《坠入地狱…初吻X》（笑）。[…]這讓克洛德·布拉瑟尔的一些影迷不那麼開心了，他們在電影上映時寄給他侮辱性的信件（“混蛋！你不感到羞恥嗎？”）。”

## 音乐
CD原声带由佐治·狄奈許創作。